# Kfz-Kennzeichen (Nordmazedonien)

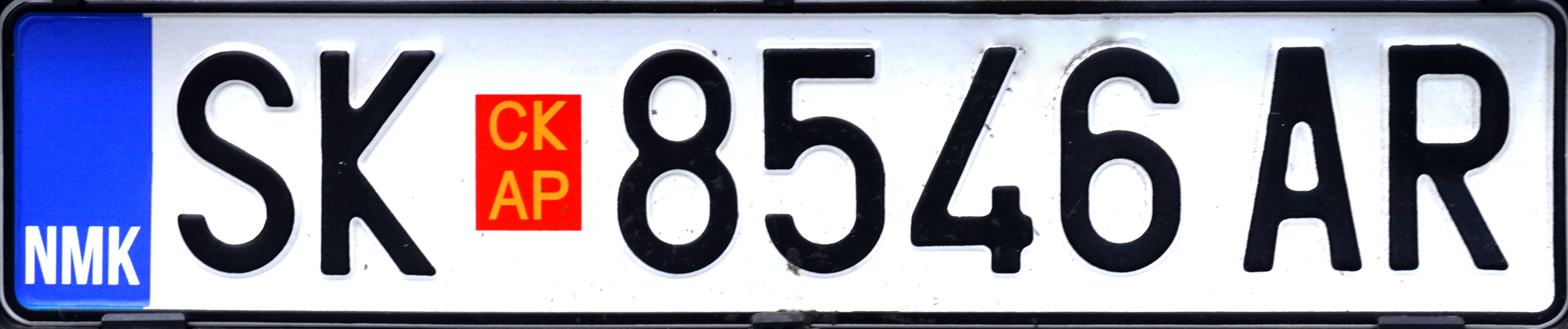
Kfz-Kennzeichen aus Nordmazedonien (mit dem Aufkleber NMK)

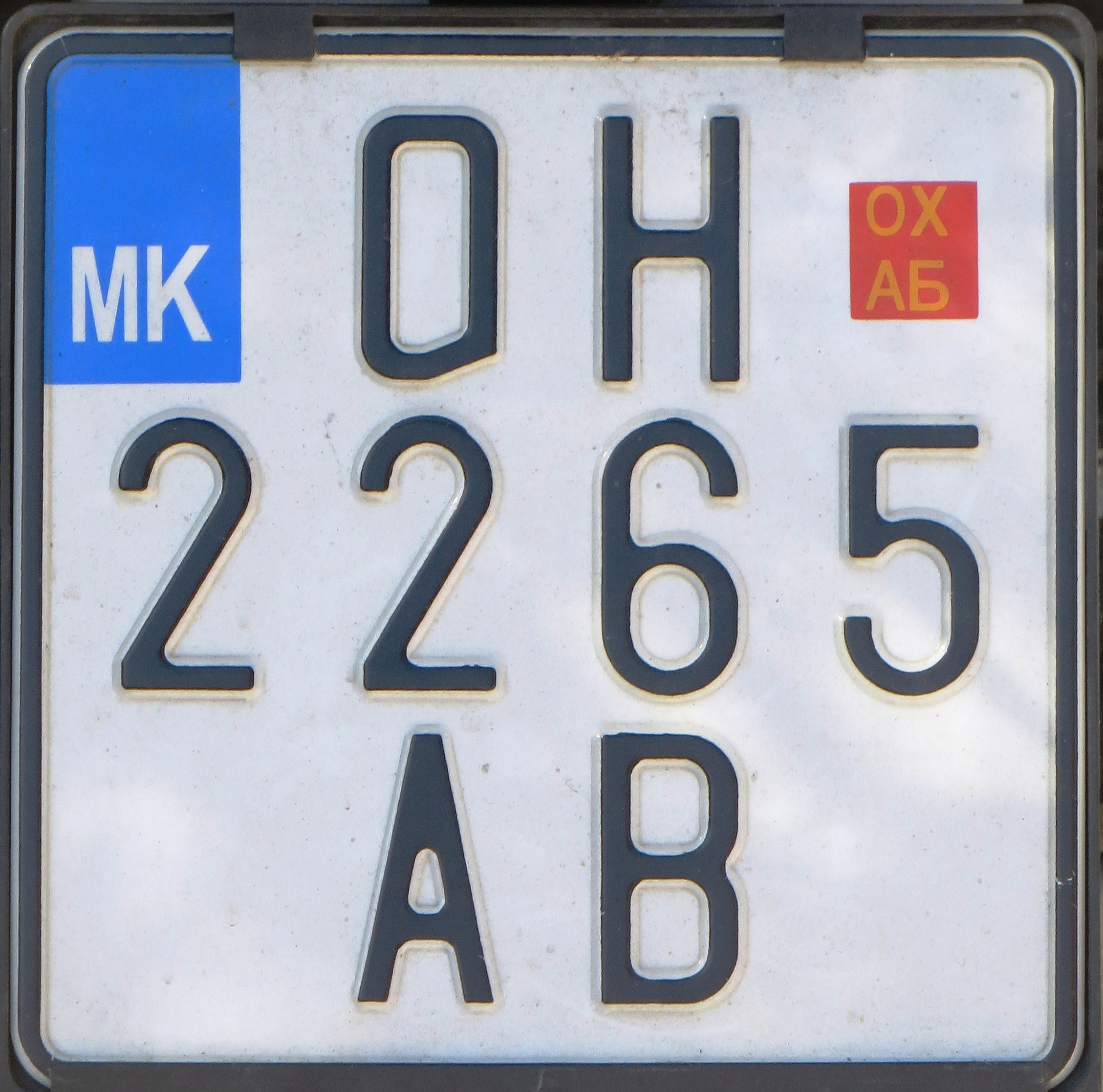
Zweiradkennzeichen (altes Kennzeichen)

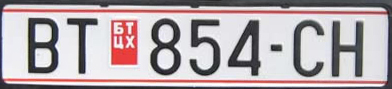
Kfz-Kennzeichen zwischen 1995 und 2012

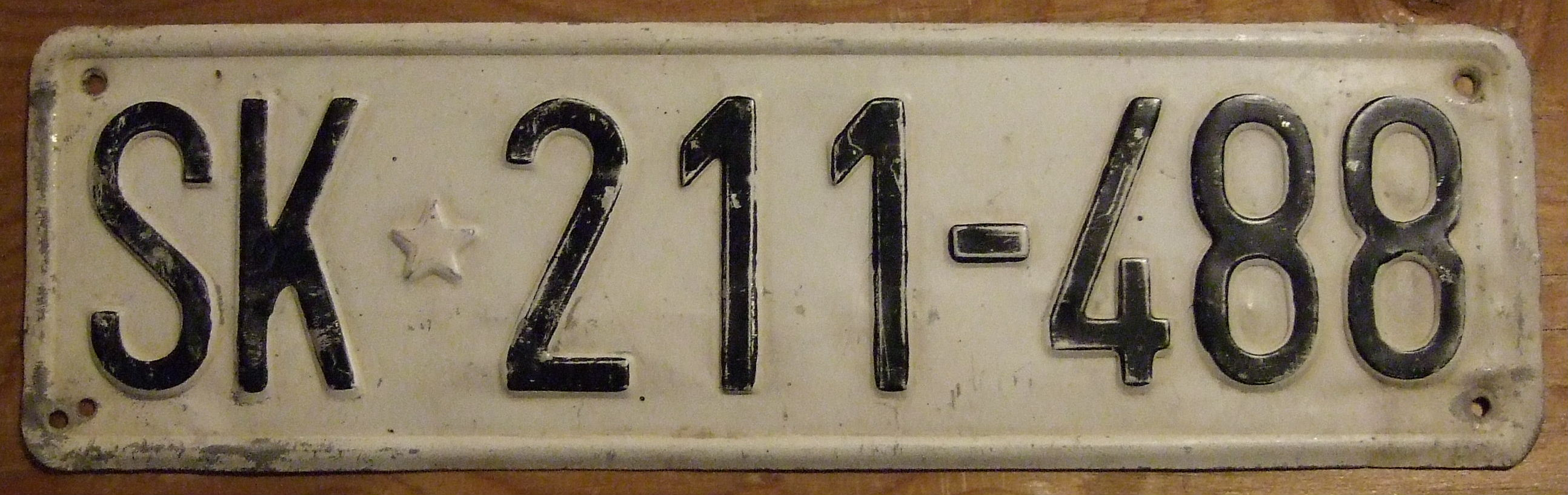
Kennzeichen bis 1993

Die aktuellen nordmazedonischen Kfz-Kennzeichen entsprechen dem europäischen Standardmaß von 520 × 110 mm. Sie bestehen aus zwei lateinischen Buchstaben für die Herkunft, vier Ziffern und weiteren zwei Buchstaben. Zwischen den ersten beiden Buchstaben und den Ziffern befindet sich ein rot eingerahmtes Schild, in dem die regionalen Buchstaben und zwei weitere Buchstaben in kyrillischer Schrift erscheinen. Am linken Rand befindet sich in Anlehnung an die Euro-Kennzeichen ein blaues Feld mit dem Nationalitätszeichen NMK (bis 2019 MK). Die derzeitigen Nummernschilder wurden am 20. Februar 2012 eingeführt. Nachdem sich die ehemalige jugoslawische Republik Mazedonien und Griechenland über den Namen des Landes einig geworden sind, nannte sie sich am 12. Februar 2019 in Republik Nordmazedonien um. Vom Innenministerium aus wurden alle Kennzeichen als Übergangslösung mit dem Aufkleber NMK überklebt. Die Ausgabe der neuen Kennzeichen war ab Juni 2019 vorgesehen.

## Geschichte

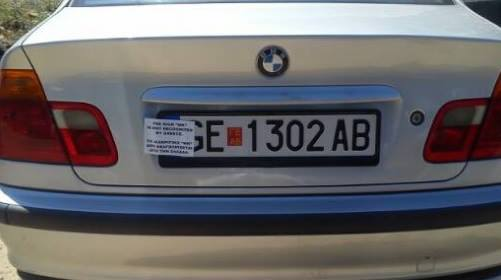
An der griechischen Grenze überklebtes Kennzeichen

Mazedonien führte als Teilrepublik der SFR Jugoslawien keine eigenen Kfz-Kennzeichen. Bis zur Einführung der ersten mazedonischen Nummernschilder im Juni 1993 wurde das jugoslawische Kennzeichensystem weitergeführt. Die neuen Schilder orientierten sich am europäischen Einheitsmaß und wiesen am oberen und unteren Rand einen roten Streifen auf. Zunächst erschienen zwei Regionalbuchstaben. Danach folgten die gelben kyrillischen Buchstaben РМ für mazedonisch Република Македонија (RM für Republika Makedonija) in einem roten Rechteck. Es folgten vier Ziffern und getrennt durch einen kurzen Bindestrich zwei Buchstaben. Mit dem ersten der zwei letzten Lettern konnte die Gemeinde der Zulassung näher bestimmt werden. So kam ein Kennzeichen VE 000-KA aus der Stadt Kavadarci im Zulassungsbezirk Veles.
1995 wurde die Gestaltung des roten Rechtecks dahingehend geändert, dass es nun die beiden Regional- und Serienbuchstaben in kyrillischen Schriftzeichen zeigte.
Im Februar 2012 wurden schließlich die aktuellen Schilder eingeführt. Bereits im Vorfeld wurde kritisiert, dass die Aufschrift vornehmlich in lateinischen Schriftzeichen erfolgt und die kyrillische Übersetzung nur verkleinert dargestellt wird.
Zu einer weiteren Kontroverse kam es im Juni 2012 mit Griechenland infolge des Namenstreits zwischen beiden Ländern. Da Griechenland Mazedonien nur unter dem Namen Ehemalige jugoslawische Republik Mazedonien (englisch Former Yugoslav Republic of Macedonia, kurz FYROM) und nicht unter der Eigenbezeichnung Mazedonien anerkannte, wurde das blaue Eurofeld beim Grenzübertritt mit einem Aufkleber unkenntlich gemacht. Der Sticker informierte auf Englisch und Griechisch, dass das Land von griechischer Seite nur als FYROM anerkannt wird.

## Kennzeichenarten
Kennzeichen für Zweiräder

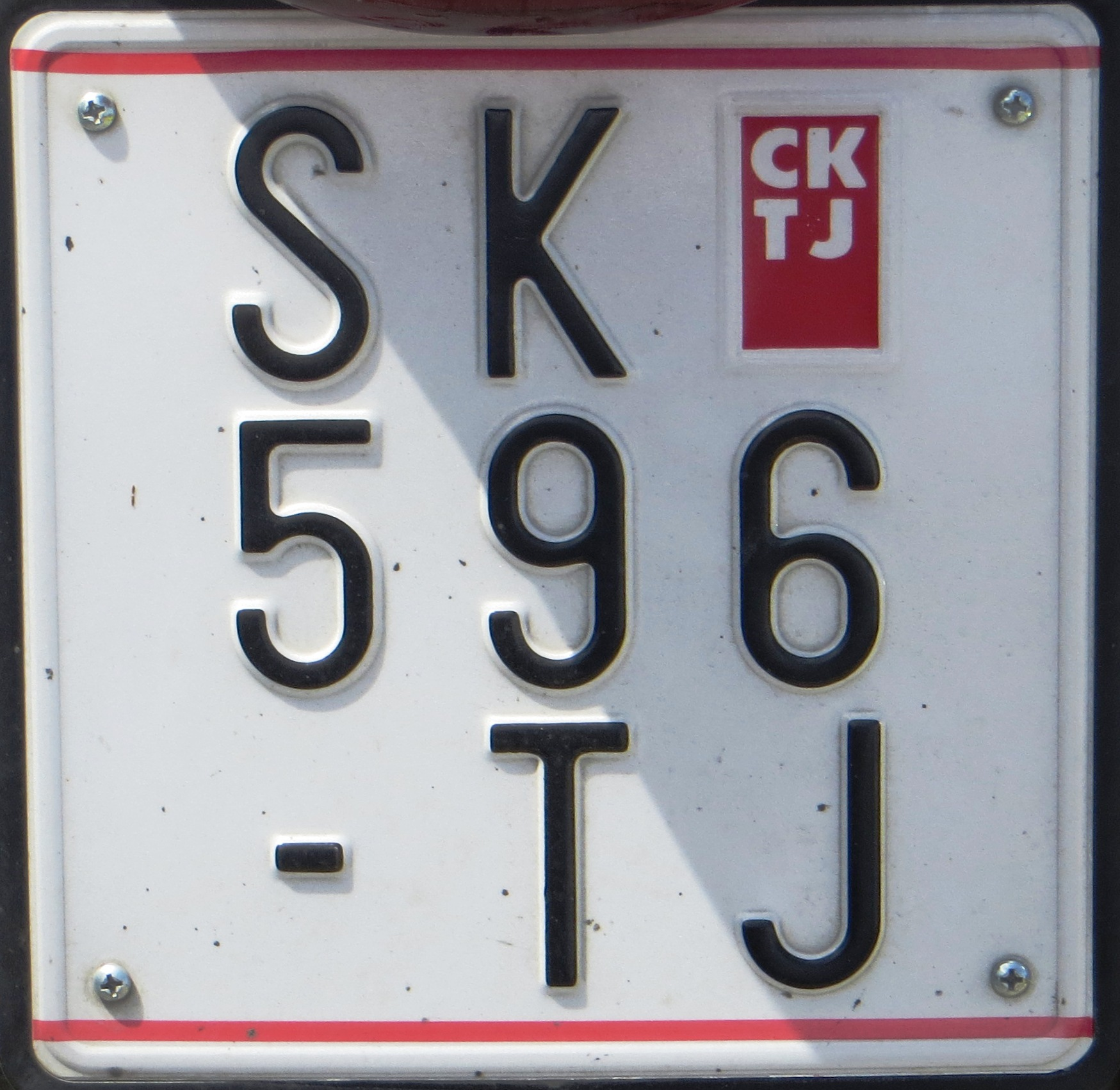
Zweiradkennzeichen

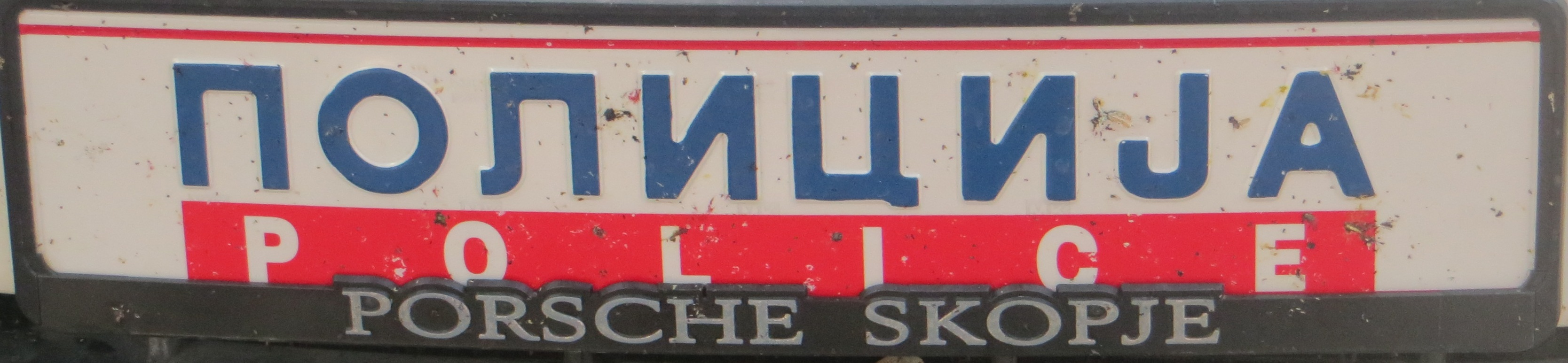
Polizeikennzeichen (vorn)

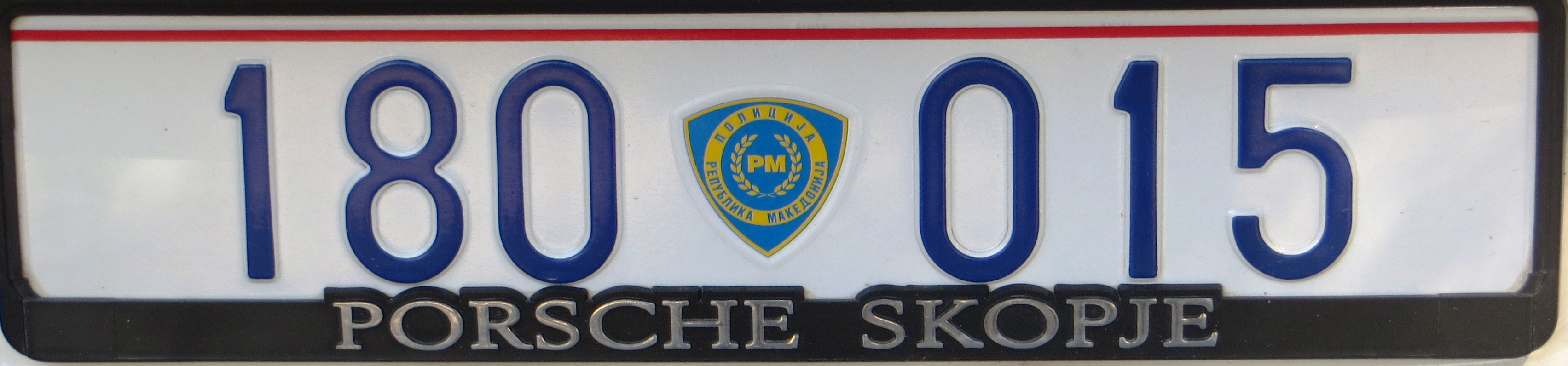
Polizeikennzeichen (hinten)

Armee-Emblem

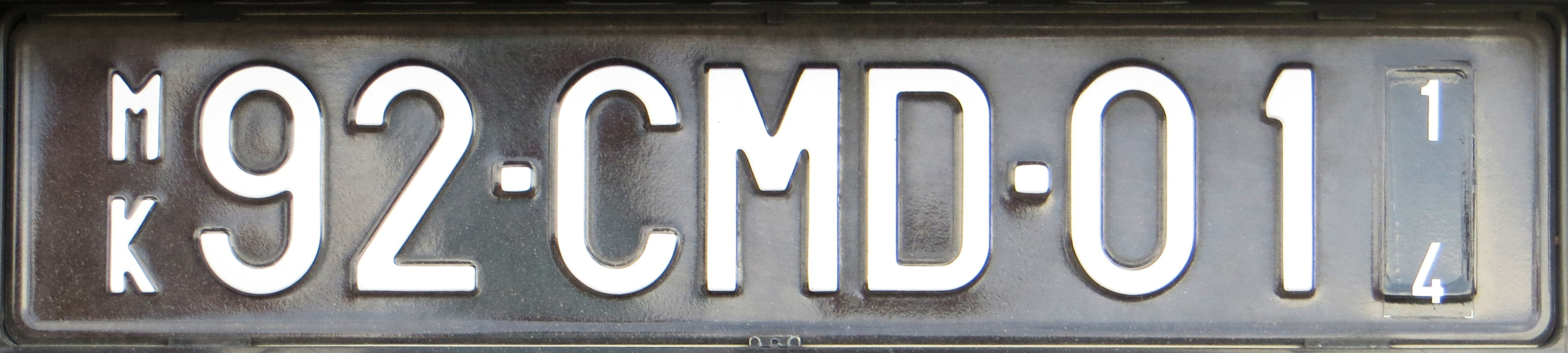
Kennzeichen des Leiters einer diplomatischen Mission aus dem Jahr 2014

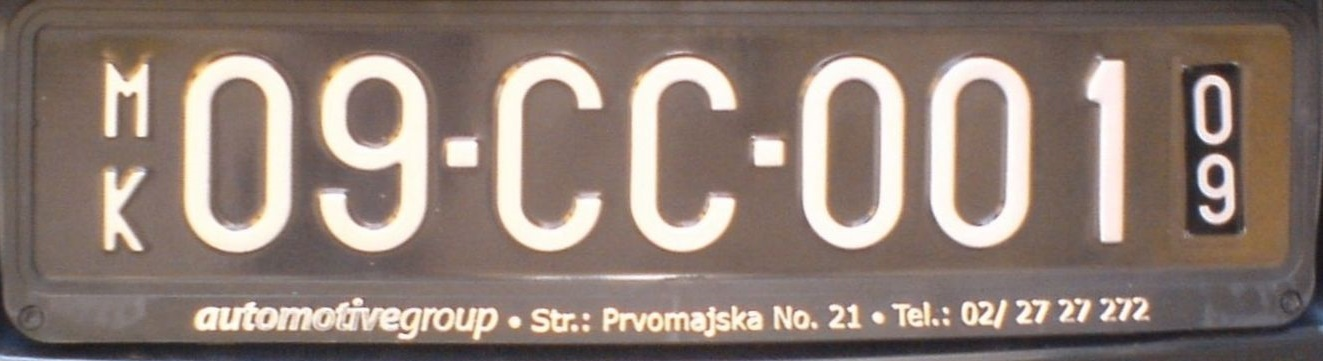
Kennzeichen des Konsularischen Corps aus dem Jahr 2009

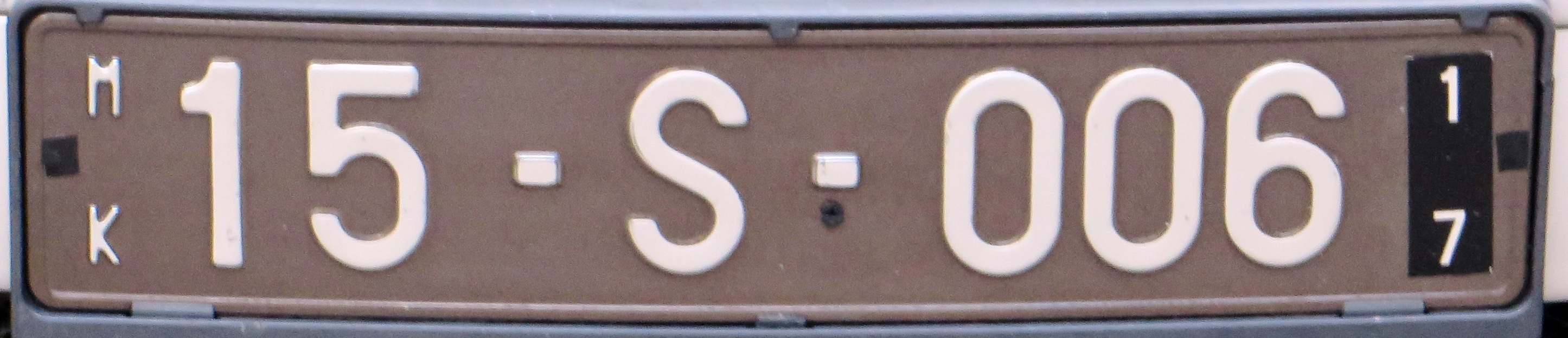
Kennzeichen nicht-diplomatisches Personal aus dem Jahr 2017

Die für Zweiräder verwendeten Kennzeichen besitzen drei Zeilen. In der obersten erscheint das Regionskürzel, in der mittleren vier Ziffern und unten die beiden weiteren Buchstaben.
Temporäre Kennzeichen
Nummernschilder mit befristeter Gültigkeit gleichen sowohl im alten als auch im aktuellen System den normalen Schildern weitestgehend. Die Schilder besitzen allerdings eine grüne Schrift. Im alten System erschienen statt des letzten Buchstabens zwei übereinander gestellte Ziffern, die das Jahr der Gültigkeit angeben.

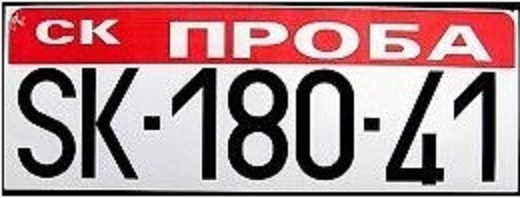
Kurzzeitkennzeichen
In der aktuellen Serie zeigen Kurzzeitkennzeichen wie in einigen anderen Ländern (z. B. in Deutschland) kein Eurofeld. Die Kennzeichen bestehen aus dem Regionskürzel gefolgt von einer vertikalen rot-gelb karierten Linie mit der Aufschrift PROBA. Es folgen sechs Ziffern. Im alten System existierten Schilder, die im oberen Teil in weißer Schrift auf rotem Grund das Regionskürzel in Kyrillisch sowie das Wort ПРОБА (Proba) zeigten. Im unteren Teil waren das lateinische Kürzel sowie fünf Ziffern zu sehen.
Kennzeichen für landwirtschaftliche Fahrzeuge
Fahrzeuge der Landwirtschaft führten im alten System Nummernschilder, deren Grundfarbe grün und Schrift weiß war. Ansonsten waren sie mit den normalen Schildern identisch.
Kennzeichen für Fahrzeuge mit abnormalen Abmessungen
Aus dem jugoslawischen System wurden Kennzeichen für Fahrzeuge mit besonderen Abmessungen übernommen. Wie auch in Kroatien zeigen diese Schilder rote Schriftfarbe und gleichen ansonsten den gewöhnlichen Kennzeichen.
Kennzeichen für historische Fahrzeuge
Mit der Systemumstellung 2012 wurden erstmals Kennzeichen für historische Fahrzeuge eingeführt. Sie besitzen graue Schriftfarbe. Die Schilder zeigen am Ende den Buchstaben H sowie zwei übereinander stehende Ziffern.
Kennzeichen der Polizei
Polizeifahrzeuge zeigen auf dem vorderen Schild die blaue Aufschrift ПОЛИЦИЈА (Policija). Am unteren Rand wird die englische Bezeichnung POLICE in weiß auf rot gezeigt. Die hinteren Schilder zeigen zwei blaue Zahlenblöcke aus je drei Ziffern getrennt durch das Emblem der mazedonischen Polizei.
Kennzeichen des Militärs
Fahrzeuge des Militärs tragen Nummernschilder, die mit einem Buchstaben und zwei Ziffern beginnen. Es folgt das Emblem der mazedonischen Streitkräfte mit der Inschrift АРМИЈА РЕПУБЛИКА МАКЕДОНИЈА (Armija Republika Makedonija).
Kennzeichen der Diplomaten
Die 1993 eingeführten Diplomatenkennzeichen beginnen mit den übereinander stehenden Buchstaben SK für Skopje, gefolgt von einer zweistelligen Zahl, die das Herkunftsland verschlüsselt. Es folgen ein bis zwei Buchstaben, die den Status des Fahrzeugs angeben, bevor eine maximal dreistellige Unterscheidungsnummer erscheint. Am rechten Rand befinden sich zwei wiederum übereinander stehende Ziffern, die das Gültigkeitsjahr angeben. Damit lehnten sich die Schilder für Diplomaten im Wesentlichen an das jugoslawische System an und glichen den zu dieser Zeit in Bosnien und Herzegowina sowie Serbien verwendeten. 1996 wurde die Schriftfarbe von gelb zu weiß und die Buchstabenkombination von SK in MK geändert. Die Gestaltung wurde 2012 nur leicht überarbeitet.
Folgende Statusbuchstaben wurden verwendet:
| Code | Erklärung                           | Zeitraum  |
| ---- | ----------------------------------- | --------- |
| A    | Diplomatisches Korps                | 1993–1996 |
| CC   | Konsularisches Korps                | seit 1996 |
| CD   | Diplomatisches Korps                | seit 1996 |
| CMD  | Leiter einer diplomatischen Mission | seit 1996 |
| E    | nicht-diplomatisches Personal       | 1993–1996 |
| M    | ausländische Mission                | 1993–1996 |
| S    | nicht-diplomatisches Personal       | seit 1996 |

## Zulassungsbezirke

Geografische Verteilung der Kürzel von 2015 bis 2018

Geografische Verteilung der Kürzel von 2013 bis 2014

Geografische Verteilung der Kürzel bis 2012

Mit der Einführung der neuen Kennzeichen 2012 wurden die ursprünglichen zehn Bezirke um weitere acht ergänzt. 2013 wurden nochmals sechs neue Bezirke eingeführt, 2015 weitere sieben, sowie 2019 weitere zwei Stück, sodass man derzeit 33 Zulassungsbezirke unterscheidet. Veraltete Kombinationen sind kursiv dargestellt.
| Abkürzung | Zulassungsbezirk    | Zeitraum                                     |
| --------- | ------------------- | -------------------------------------------- |
| BE        | Berovo              | seit 2013                                    |
| BT        | Bitola              | aus jugosl. System übernommen                |
| DB        | Debar               | seit 2015                                    |
| DE        | Delčevo             | seit 2013                                    |
| DH        | Demir Hisar         | seit 2019                                    |
| DK        | Demir Kapija        | seit 2015                                    |
| GE        | Gevgelija           | seit 2012                                    |
| GV        | Gostivar            | aus jugosl. System übernommen                |
| KA        | Kavadarci           | seit 2012                                    |
| KI        | Kičevo              | seit 2012                                    |
| KO        | Kočani              | seit 2012                                    |
| KP        | Kriva Palanka       | seit 2012                                    |
| KR        | Kratovo             | seit 2015                                    |
| KS        | Kruševo             | seit 2019                                    |
| KU        | Kumanovo            | aus jugosl. System übernommen                |
| MB        | Makedonski Brod     | seit 2015                                    |
| MK        | Makedonska Kamenica | seit 2015                                    |
| NE        | Negotino            | seit 2012                                    |
| OH        | Ohrid               | aus jugosl. System übernommen                |
| PP        | Prilep              | aus jugosl. System übernommen                |
| PS        | Probištip           | seit 2015                                    |
| RA        | Radoviš             | seit 2012                                    |
| RE        | Resen               | seit 2013                                    |
| SK        | Skopje              | aus jugosl. System übernommen                |
| SN        | Sveti Nikole        | seit 2013                                    |
| SR        | Strumica            | aus jugosl. System übernommen                |
| ST        | Štip                | seit 2012                                    |
| ŠT        | Štip                | aus jugosl. System übernommen, bis 2012 → ST |
| SU        | Struga              | seit 2012                                    |
| TE        | Tetovo              | aus jugosl. System übernommen                |
| TV        | Titov Veles         | aus jugosl. System übernommen, bis 1999 → VE |
| VA        | Valandovo           | seit 2015                                    |
| VE        | Veles               | seit 1999                                    |
| VI        | Vinica              | seit 2013                                    |
| VV        | Vevčani             | seit 2013                                    |